# جیم بلایت
جیم بلایت (انگلیسی: Jim Blyth؛ زادهٔ ۲ فوریهٔ ۱۹۵۵) بازیکن فوتبال اهل اسکاتلند بود.
از باشگاه‌هایی که در آن بازی کرده‌است می‌توان به باشگاه فوتبال کاونتری سیتی، باشگاه فوتبال نانیتون تاون، باشگاه فوتبال پرستون نورث اند، باشگاه فوتبال بیرمنگام سیتی، و باشگاه فوتبال هرفورد یونایتد اشاره کرد.
وی همچنین در تیم ملی فوتبال اسکاتلند بازی کرده‌است.